# گیرنده ای‌وی

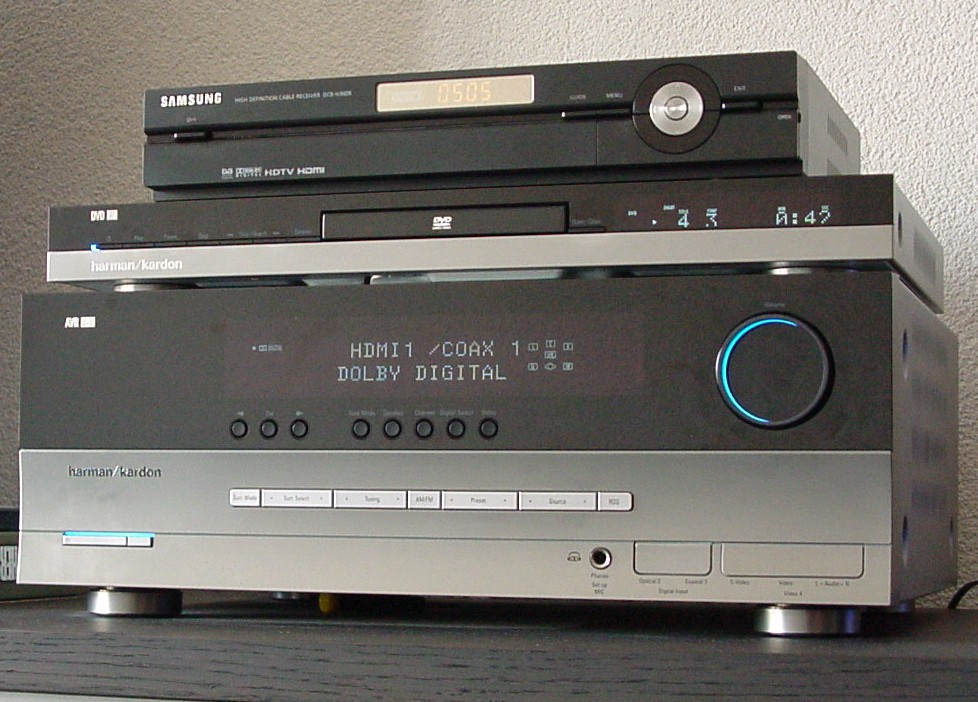
گیرنده صوتی تصویری Harman/Kardon AVR 245 واحد بزرگ در پایین است. در بالای آن یک DVD 37 و Samsung DCB H360R قرار دارد.

گیرنده صوتی/تصویری (مخفف:AVR) (به انگلیسی: audio/video receiver) یک جزء لوازم الکترونیکی مصرفی است که در سینمای خانگی استفاده می‌شود. هدف آن دریافت سیگنال‌های صوتی و تصویری از تعدادی منبع و پردازش آن‌ها و ارائه تقویت‌کننده‌های قدرت صوتی برای راه‌اندازی بلندگوها و هدایت ویدئو به نمایشگرهایی مانند تلویزیون، مانیتور یا ویدئو پروژکتور است. ورودی‌ها ممکن است از گیرنده‌های ماهواره‌ای، رادیو، پخش‌کننده‌های DVD ، پخش‌کننده‌های دیسک بلوری، دستگاه‌های ویدئویی یا کنسول‌های بازی ویدیویی و غیره باشند. انتخاب منبع AVR و تنظیمات مانند صدا معمولاً توسط یک کنترل از راه دور تنظیم می شود. 